# دارونشانی
دارونشانی یا دارورسانی هوشمند (به انگلیسی: Drug targeting)، روشی برای رساندن دارو به بیمار است، به‌گونه‌ای که در بخش مشخصی از بدن بیشترین مقدار جذب و تأثیرگذاری را داشته‌باشد.
دارونشانی به دو صورتِ «جابه‌جایی هوشمند» و «جذب هوشمند» امکان‌پذیر است.

## جابجایی هوشمند
جابجایی هوشمند به انتقال دارو به‌وسیلهٔ یک حمل‌کننده یا ورارسان که در نقطهٔ مشخصی عملی را انجام می‌دهد رخ می‌دهد.

### جابجاگرهای هوشمند
مهم‌ترین جابجاگران هوشمند عبارت‌اند از:
- ریزلقمه‌ها
- درخت‌پارها
- لیپوزوم‌ها
- ذرات زیست‌تجدیدپذیر
- نانوساختارهای مصنوعی دی‌ان‌ای

## جذب هوشمند
جذب هوشمند، استفاده از ویژگی‌های فیزیکی یا شیمیایی بافت در نشان‌گذاری برای تأثیر یا کارکرد داروست.
برای مثال، داروها در کپسول‌هایی از جنس بسپار قرار داده می‌شوند. این کپسول‌ها در پی‌اچ یا دمای مشخصی تجزیه می‌شوند و آن پی‌اچ یا دما فقط در بافتِ مشخصی از مسیر فارماکودینامیک دارو وجود دارد که نشانه و هدف دارو نیز همان بافت است.
ترکیبات آلی فلزی و کمپلکس‌های@12@ شیمیایی فلزدار نیز چنین نقش‌هایی را بازی می‌کنند.

## طراحی سامان های دارورسان
یکی از مهم ترین جنبه ها در طراحی سامانه های نوین داروسان،عملکرد دقیق و اختصصاصی این سامانه ها در بدن می باشد. جهت نیل به این هدف باید به‌طور مؤثر و کارآمدی از علوم پایه و علوم فنی مهندسی استفاده کرد تا بتوان سامانه هایی با دقت و عملکرد بالایی طراحی و سنتز کرد و در صورت اخذ نتلیج مثبت وارد مرحله کار آزمائی بالینی کرد.

## طراحی سامان های دارورسان با استفاده از فناوری نانو
پیشرفت در فناوری نانو، در ساخت داروها، تحویل دارو و تشخیص بیماری ها انقلابی را به وجود آورده است. امکان تولید مولکول های زیستی که عمل "داروسازی در سلول" را انجام دهند،ایجاد می شود. این مولکول های زیستی قادر به آزاد سازی نانو ذراتی از مواد شیمیائی ضد سرطان در پاسخ به علامت خاصی از سلول مبتلا می باشد.
هم اکنون امکان تهیه داروهای جدید در مقیاس نانو فراهم شده است. مساحت سح بالای این ذرات کوچک به آن ها امکان حل شدن در جریان خون را می دهد؛ در حالی که ذرات میکرو معمولی یا بزرگتر این توانائی را ندارند.